# Поплаве Нила
Поплаве Нила биле су важан природни циклус у Египту од давнина. Египћани их славе као годишњи празник током две недеље почев од 15. августа, познат као Wafaa El-Nil. Такође се славе у Коптској цркви церемонијалним бацањем мученичке реликвије у реку, па отуда и назив, Мученички прст (арап. Esba`al-shahīd). Древни Египћани веровали су да је Нил сваке године плавио због Изидиних суза туге за њеним мртвим мужем Озирисом.

## Циклус поплава
Поплаве Нила резултат су годишњег монсуна између маја и августа који узрокује огромне падавине на Етиопској висоравни чији врхови достижу висину до 4550 м. Већи део ове кишнице прихватају и носе Плави Нил и река Атбарах у Нил, док мање важна количина протиче кроз Собат и Бели Нил до Нила. Током овог кратког периода те реке доприносе до деведесет процената воде Нила и већине седиментације коју он носи, али након кишне сезоне смањују се на мање реке.
Те чињенице су биле непознате древним Египћанима који су могли само да посматрају раст и пад воде Нила. Поплава као таква била је предвидива, мада су се њени тачни датуми и нивои могли предвидети само краткорочно преношењем очитавања нилометра код Асуана у нижим деловима краљевине где су подаци морали да се претворе у локалне прилике. Оно што наравно није било предвидиво је обим поплаве и њено укупно изливање.
Египатска година била је подељена на три годишња доба Акхет (поплава), Перет (раст) и Схему (жетва). Акхет је покривао египатски циклус поплава. Овај циклус је био толико доследан да су Египћани временски одредили његов почетак користећи хелијакални успон Сиријуса, кључни догађај који се користио за успостављање њиховог календара.
Прве назнаке пораста реке могле су се видети на првој од катаракти Нила (код Асуана) већ почетком јуна, а стални пораст трајао је до средине јула, када је пораст воде постајао веома велики. Нил је наставио да расте све до почетка септембра, када је ниво био сталан у периоду од око три недеље, понекад и мало мање. У октобру је често поново порастао и достигао највиши ниво. Од овог периода почео је да пада и обично се стабилно снижавао све до месеца јуна, када је поново достизао најнижи ниво. Поплава је стизала до Асуана отприлике недељу дана раније од Каира, а до Луксора пет до шест дана раније од Каира. Типичне висине поплаве износиле су 13,7 метара у Асуану, 11,6 метара у Луксору (и Теби) и 7,6 метара у Каиру.

## Пољопривреда

### Наводњавање земљишта
Иако су најстарији Египћани једноставно радили на оним подручјима која су плавиле поплаве, пре неких 7000 година, почели су да развијају метод наводњавања. Пољопривредно земљиште било је подељено на велика поља окружена бранама и насипима и опремљено улазним и излазним каналима. Подручја су поплављена, а затим затворена на око 45 дана како би се земљиште заситило влагом и омогућило таложење муља. Тада се вода испуштала на нижа поља или назад у Нил. Одмах затим започињала је сетва, а берба је уследила неких три или четири месеца касније. У сушној сезони након тога пољопривреда није била могућа. Стога су се сви усеви морали уклопити у ову чврсту шему наводњавања и временског распореда.
У случају мале поплаве, горња подручја се нису могла напунити водом што је значило глад. Ако је поплава била превелика, оштетила је села, насипе и канале.
Метода наводњавања земљишта није обухватала превише тла, а плодност тла одржавала се годишњим наносом муља. До заслањивања није долазило, јер је током лета ниво подземне воде био знатно испод површине, а следећа поплава је испирала сваки салинитет који је могао да се накупи.
Процењује се да се овом методом у древном Египту могло прехранити око 2 милиона до највише 12 милиона становника. До краја касне антике, методе и инфраструктура полако су пропадали, а становништво се сходно томе смањивало.
До 1800. године Египат је имао око 2,5 милиона становника.
У неким деловима Египта било је тешко доћи до муља због слабе поплаве у тим областима.

### Вишегодишње наводњавање
Мухамед Али-паша, египатски Кедив (вл. 1805–1848), покушао је да модернизује различите аспекте Египта. Настојао је да прошири обрадиво земљиште и оствари додатне приходе увођењем узгоја памука, усева са дужом вегетационом сезоном и захтевајући довољно воде у сваком тренутку. У том циљу изграђене су Делта бараже и широки системи нових канала, чиме је систем за наводњавање промењен из традиционалног наводњавања подручја у вишегодишње наводњавање, при чему се пољопривредно земљиште могло наводњавати током целе године. Тако су се многи усеви могли убрати два пута, па чак и три пута годишње, а пољопривредна производња је драматично повећана. 1873. године Исмаил-паша је наручио изградњу канала Ибрахимија, чиме је увелико продужено вишегодишње наводњавање.

## Крај поплава
Иако су Британци током свог првог периода у Египту побољшали и проширили овај систем, он није био у стању да складишти велике количине воде и да у потпуности задржи годишње поплаве. Да би даље побољшао наводњавање, сер Вилијам Вилкокс је, у улози генералног директора водних ресурса за Египат, планирао и надзирао изградњу Асуанске ниске бране, првог правог вештачког језера за складиштење, и бране Асиут, завршених 1902. године. Међутим, још увек нису успели да задрже довољно воде да се носе са најсушнијим летима, упркос подизању Асуанске ниске бране два пута, 1907–1912. и 1929–1933.
Током 1920-их, брана Сенар изграђена је на Плавом Нилу као резервоар како би се редовно снабдевао водом огроман пројакат Гезира. Била је то прва брана на Нилу која је задржавала велике количине седиментације (и преусмеравала велику количину у канале за наводњавање) и упркос томе што су током поплаве отварани испусти ради испирања наноса, претпоставља се да је акумулационо језеро изгубило око трећину свог складишног капацитета. 1966. године додата је брана Росеирес која помаже у наводњавању пројекту Гезира. Брана Јебел Аулиа на Белом Нилу јужно од Картума завршена је 1937. године како би надокнадила ниске воде Плавог Нила зими, али још увек није било могуће превазићи период врло ниских вода у Нилу и на тај начин избећи повремену сушу, која је Египат мучила од давнина.
Да би превазишао ове проблеме, Харолд Едвин Хурст, британски хидролог у Египатским јавним радовима од 1906. године до много година након његове старосне границе за одлазак у пензију, проучавао је колебања нивоа воде у Нилу и већ 1946. поднео разрађени план како би се могло постићи „вековно складиште“ за суочавање са изузетним сушним сезонама које се статистички јављају једном у сто година. Његове идеје додатних језера користе језеро Викторија, језеро Алберт и језеро Тана а смањењу испаравања у мочвари Суд копањем Џонглеј канала противиле су се заинтересоване државе.
На крају, Гамал Абдел Насер, председник Египта од 1956. до 1970, одлучио се за идеју о високој брани Асуан у Асуану у Египту. Потребна величина акумулације израчуната је помоћу Хурстових података и математичких метода. 1970. године, завршетком Асуанске високе бране која је била у стању да чува највеће поплаве, годишњи поплавни циклус у Египту завршио се на језеру Насер.
Популација Египта порасла је на 92,5 милиона (процена из 2016. године).